# Allan Marques Loureiro
Allan Marques Loureiro, mer känd som bara Allan, född 8 januari 1991 i Rio de Janeiro, är en brasiliansk fotbollsspelare som spelar för Botafogo.

## Karriär
Den 5 september 2020 värvades Allan av Everton, där han skrev på ett treårskontrakt. I september 2023 värvades Allan av emiratiska Al Wahda.
I juli 2024 återvände Allan till Brasilien och skrev på ett 2,5-årskontrakt med Botafogo.